# Jethro Tulls diskografi
Det britisk progressive rockband Jethro Tull diskografi består af 21 studiealbums, 9 livealbums, 15 opsamlingsalbums og 33 singler Gruppen blev dannet i Blackpool, Lancashire i 1967. Til at begynde med spillede de blues rock, men gruppen begyndte snart efter at inkorporere elementer fra britisk folkemusik og hard rock dannede deres signaturlyd i form af progressiv rock. Bandets ledes af sanger, fløjtenist og guitarist Ian Anderson, og har haft en række andre fremtrædende medlemmer inklusive guitarist Martin Barre, trommeslager Doane Perry og Dave Pegg.

## Albums

### Studiealbums
| Titel                                                                         | Albumdetaljer                                                                          | Højeste hitlisteplacering | Højeste hitlisteplacering | Højeste hitlisteplacering | Højeste hitlisteplacering | Højeste hitlisteplacering | Højeste hitlisteplacering | Højeste hitlisteplacering | Højeste hitlisteplacering | Certificeringer                            |
| Titel                                                                         | Albumdetaljer                                                                          | UK                        | AUS                       | AUT                       | GER                       | NOR                       | SWE                       | SWI                       | US                        | Certificeringer                            |
| ----------------------------------------------------------------------------- | -------------------------------------------------------------------------------------- | ------------------------- | ------------------------- | ------------------------- | ------------------------- | ------------------------- | ------------------------- | ------------------------- | ------------------------- | ------------------------------------------ |
| This Was                                                                      | - Udgivet: 25. oktober 1968 - Pladeselskab: Island - Format: LP, CD                    | 10                        | –                         | –                         | 28                        | –                         | –                         | –                         | 62                        |                                            |
| Stand Up                                                                      | - Udgivet: 1. august 1969 - Pladeselskab: Island - Format: LP, CD                      | 1                         | 12                        | –                         | 5                         | 5                         | 11                        | –                         | 20                        | - BPI: Silver - RIAA: Gold                 |
| Benefit                                                                       | - Udgivet: 20. april 1970 - Pladeselskab: Island - Format: LP, CD                      | 3                         | 12                        | 30                        | 5                         | 2                         | 11                        | –                         | 11                        | - RIAA: Gold                               |
| Aqualung                                                                      | - Udgivet: 19. marts 1971 - Pladeselskab: Chrysalis - Format: LP, CD                   | 4                         | 3                         | 60                        | 5                         | 3                         | 7                         | –                         | 7                         | - BPI: Guld - BVMI: Guld - RIAA: 3× Platin |
| Thick as a Brick                                                              | - Udgivet: 3. marts 1972 - Pladeselskab: Island - Format: LP, CD                       | 5                         | 1                         | –                         | 2                         | 3                         | 7                         | –                         | 1                         | - RIAA: Guld                               |
| A Passion Play                                                                | - Udgivet: 13. juli 1973 - Pladeselskab: Island - Format: LP, CD                       | 16                        | 9                         | 4                         | 5                         | 5                         | 11                        | –                         | 1                         | - BPI: Silver - RIAA: Guld                 |
| War Child                                                                     | - Udgivet: 14. oktober 1974 - Pladeselskab: Chrysalis - Format: LP, CD                 | 14                        | 9                         | –                         | 24                        | 8                         | –                         | –                         | 2                         | - RIAA: Guld                               |
| Minstrel in the Gallery                                                       | - Udgivet: 5. september 1975 - Pladeselskab: Island - Format: LP, CD                   | 20                        | 20                        | 7                         | 14                        | 13                        | 50                        | –                         | 7                         | - BPI: Silver - RIAA: Guld                 |
| Too Old to Rock 'n' Roll: Too Young to Die!                                   | - Udgivet: 23. april 1976 - Pladeselskab: Chrysalis - Format: LP, CD                   | 25                        | 27                        | 10                        | 26                        | 10                        | 27                        | –                         | 14                        |                                            |
| Songs from the Wood                                                           | - Udgivet: 4. februar 1977 - Pladeselskab: Chrysalis - Format: LP, CD                  | 13                        | 26                        | 23                        | 10                        | 8                         | 22                        | 45                        | 8                         | - BPI: Silver - RIAA: Guld                 |
| Heavy Horses                                                                  | - Udgivet: 10. april 1978 - Pladeselskab: Island - Format: LP, CD                      | 20                        | 17                        | 18                        | 4                         | 13                        | 27                        | 30                        | 19                        | - BPI: Silver - RIAA: Guld                 |
| Stormwatch                                                                    | - Udgivet: 14. september 1979 - Pladeselskab: Island - Format: LP, CD                  | 27                        | 17                        | –                         | 8                         | 15                        | –                         | 42                        | 22                        | - RIAA: Guld                               |
| A                                                                             | - Udgivet: 29. august 1980 - Pladeselskab: Island - Format: LP, CD                     | 25                        | 47                        | 10                        | 21                        | 9                         | –                         | –                         | 30                        |                                            |
| The Broadsword and the Beast                                                  | - Udgivet: 10. april 1982 - Pladeselskab: Chrysalis - Format: LP, CD                   | 27                        | 18                        | 18                        | 14                        | 14                        | –                         | –                         | 19                        | - BPI: Silver                              |
| Under Wraps                                                                   | - Udgivet: 7. september 1984 - Pladeselskab: Chrysalis - Format: LP, CD                | 18                        | 45                        | –                         | 15                        | –                         | 43                        | 9                         | 76                        |                                            |
| Crest of a Knave                                                              | - Udgivet: 11. september 1987 - Pladeselskab: Chrysalis - Format: LP, CD               | 19                        | 57                        | 19                        | 10                        | –                         | 40                        | 7                         | 32                        | - BPI: Guld - RIAA: Guld                   |
| Rock Island                                                                   | - Udgivet: 21. august 1989 - Pladeselskab: Chrysalis - Format: LP, CD                  | 18                        | –                         | 20                        | 5                         | 14                        | 35                        | 7                         | 56                        | - BPI: Silver                              |
| Catfish Rising                                                                | - Udgivet: 10. september 1991 - Pladeselskab: Chrysalis - Format: LP, CD               | 27                        | –                         | 36                        | 21                        | 12                        | 48                        | 12                        | 88                        |                                            |
| Roots to Branches                                                             | - Udgivet: 4. september 1995 - Pladeselskab: Chrysalis - Format: LP, CD                | 20                        | –                         | –                         | 55                        | 27                        | 21                        | 25                        | 114                       |                                            |
| J-Tull Dot Com                                                                | - Udgivet: 23. august 1999 - Pladeselskab: Fuel 2000[kilde mangler] - Format:          | 44                        | –                         | –                         | 15                        | –                         | –                         | 50                        | 161                       |                                            |
| The Jethro Tull Christmas Album                                               | - Udgivet: 30. september 2003 - Pladeselskab: Fuel 2000 - Format: CD                   | –                         | –                         | –                         | 51                        | –                         | –                         | –                         | –                         |                                            |
| The Zealot Gene                                                               | - Scheduled: 28. januar 2022 - Pladeselskab: InsideOutMusic - Format: 2 LP, CD, Bluray | To be released            | To be released            | To be released            | To be released            | To be released            | To be released            | To be released            | To be released            | To be released                             |
| "–" denotes releases that did not chart or were not released in that country. |                                                                                        |                           |                           |                           |                           |                           |                           |                           |                           |                                            |

### Livealbums
| Titel                                                                         | Albumdetaljer                                                                   | Højeste hitlisteplacering | Højeste hitlisteplacering | Højeste hitlisteplacering | Højeste hitlisteplacering | Højeste hitlisteplacering | Højeste hitlisteplacering | Højeste hitlisteplacering | Certifications sales thresholds |
| Titel                                                                         | Albumdetaljer                                                                   | UK                        | AUS                       | AUT                       | GER                       | NOR                       | SWI                       | US                        | Certifications sales thresholds |
| ----------------------------------------------------------------------------- | ------------------------------------------------------------------------------- | ------------------------- | ------------------------- | ------------------------- | ------------------------- | ------------------------- | ------------------------- | ------------------------- | ------------------------------- |
| Live – Bursting Out                                                           | - Udgivet: 22. september 1978 - Pladeselskab: Island - Format: LP, cassette, CD | 17                        | 20                        | 16                        | 16                        | 20                        | –                         | 21                        | - BPI: Silver - RIAA: Guld      |
| Live at Hammersmith '84                                                       | - Udgivet: 10. december 1990 - Pladeselskab: Raw Fruit - Format: LP             | –                         | –                         | –                         | –                         | –                         | –                         | –                         |                                 |
| A Little Light Music                                                          | - Udgivet: 14. september 1992 - Pladeselskab: Chrysalis - Format: Cassette, CD  | 34                        | –                         | –                         | –                         | –                         | 22                        | 150                       |                                 |
| In Concert                                                                    | - Udgivet: 1995 - Pladeselskab: Windsong International - Format: LP             | –                         | –                         | –                         | –                         | –                         | –                         | –                         |                                 |
| Living with the Past                                                          | - Udgivet: 30. april 2002 - Pladeselskab: Eagle - Format: CD                    | –                         | –                         | –                         | 75                        | –                         | –                         | –                         | - RIAA: Guld                    |
| Nothing Is Easy: Live at the Isle of Wight 1970                               | - Udgivet: 2. november 2004 - Pladeselskab: Eagle - Format: CD                  | –                         | –                         | –                         | –                         | –                         | –                         | –                         |                                 |
| Aqualung Live                                                                 | - Udgivet: 20. september 2005 - Pladeselskab: RandM - Format: CD                | –                         | –                         | –                         | 78                        | –                         | –                         | –                         |                                 |
| Live at Montreux 2003                                                         | - Udgivet: 20. august 2007 - Pladeselskab: Eagle - Format: LP, CD               | –                         | –                         | –                         | 38                        | –                         | –                         | –                         |                                 |
| Live at Madison Square Garden 1978                                            | - Udgivet: 2009 - Pladeselskab: Chrysalis/EMI - Format: CD                      | –                         | –                         | –                         | –                         | –                         | –                         | –                         |                                 |
| Live at Carnegie Hall 1970                                                    | - Udgivet: 2015 - Pladeselskab: Parlophone - Format: LP                         | –                         | –                         | –                         | –                         | –                         | –                         | -                         |                                 |
| "–" denotes releases that did not chart or were not released in that country. |                                                                                 |                           |                           |                           |                           |                           |                           |                           |                                 |

### Opsamlingsalbums
| Titel                                                                         | Albumdetaljer                                                                     | Højeste hitlisteplacerings | Højeste hitlisteplacerings | Højeste hitlisteplacerings | Højeste hitlisteplacerings | Højeste hitlisteplacerings | Højeste hitlisteplacerings | Højeste hitlisteplacerings | Certifications sales thresholds |
| Titel                                                                         | Albumdetaljer                                                                     | UK                         | AUS                        | GER                        | NOR                        | SWE                        | SWI                        | US                         | Certifications sales thresholds |
| ----------------------------------------------------------------------------- | --------------------------------------------------------------------------------- | -------------------------- | -------------------------- | -------------------------- | -------------------------- | -------------------------- | -------------------------- | -------------------------- | ------------------------------- |
| Living in the Past                                                            | - Udgivet: 23 June 1972 - Pladeselskab: Island - Format: LP, CD                   | 8                          | 2                          | 8                          | 5                          | 12                         | –                          | 3                          | - RIAA: Guld                    |
| M.U. – The Best of Jethro Tull                                                | - Udgivet: January 1976 - Pladeselskab: Chrysalis - Format: LP, CD                | 44                         | 31                         | –                          | –                          | –                          | –                          | 13                         | - BPI: Guld - RIAA: Platinum    |
| Repeat – The Best of Jethro Tull – Vol II                                     | - Udgivet: 9 September 1977 - Pladeselskab: Chrysalis - Format: LP, cassette, CD  | –                          | 92                         | –                          | –                          | –                          | –                          | 94                         |                                 |
| Original Masters                                                              | - Udgivet: November 1985 - Pladeselskab: Chrysalis - Format: LP, cassette, CD     | 63                         | 98                         | –                          | –                          | –                          | –                          | –                          | - BPI: Silver - RIAA: Platinum  |
| 20 Years of Jethro Tull: Box Set                                              | - Udgivet: 27. juni 1988 - Pladeselskab: Chrysalis - Format: LP, cassette, CD     | 78                         | 100                        | –                          | –                          | –                          | –                          | 97                         |                                 |
| 20 Years of Jethro Tull: Highlights                                           | - Udgivet: 10. oktober 1988 - Pladeselskab: Chrysalis - Format: LP, cassette, CD  | –                          | –                          | –                          | –                          | –                          | –                          | –                          |                                 |
| 25th Anniversary Box Set                                                      | - Udgivet: April 1993 - Pladeselskab: Chrysalis - Format: CD                      | –                          | –                          | 81                         | –                          | –                          | –                          | –                          |                                 |
| Nightcap                                                                      | - Udgivet: 22. november 1993 - Pladeselskab: Chrysalis - Format: CD               | –                          | –                          | –                          | –                          | –                          | –                          | –                          |                                 |
| The Best of Jethro Tull – The Anniversary Collection (two-CD compilation)     | - Udgivet: 24. maj 1993 - Pladeselskab: Chrysalis - Format: CD                    | –                          | –                          | –                          | –                          | –                          | –                          | –                          |                                 |
| Through the Years                                                             | - Udgivet: 30. juni 1998 - Pladeselskab: Disky Communications Europe - Format: CD | –                          | –                          | –                          | –                          | –                          | –                          | –                          |                                 |
| The Very Best of Jethro Tull                                                  | - Udgivet: 5. juni 2001 - Pladeselskab: Chrysalis - Format: CD                    | –                          | –                          | 65                         | 13                         | –                          | 99                         | –                          | - BPI: Guld                     |
| The Essential Jethro Tull                                                     | - Udgivet: 3. juni 2003 - Pladeselskab: Chrysalis - Format: CD                    | –                          | –                          | –                          | –                          | –                          | –                          | –                          |                                 |
| The Best of Acoustic Jethro Tull                                              | - Udgivet: 12. marts 2007 - Pladeselskab: Chrysalis - Format: CD                  | –                          | –                          | –                          | –                          | –                          | –                          | –                          |                                 |
| Jethro Tull Essential                                                         | - Udgivet: 12. september 2011 - Pladeselskab: Chrysalis - Format: CD              | –                          | –                          | –                          | –                          | –                          | –                          | –                          |                                 |
| 10 Great Songs                                                                | - Udgivet: 3. april 2012 - Pladeselskab: Capitol / EMI - Format: CD               | –                          | –                          | –                          | –                          | –                          | –                          | –                          |                                 |
| 50 for 50                                                                     | - Udgivet: 1. juni 2018 - Pladeselskab: Parlophone - Format: CD                   | –                          | –                          | –                          | –                          | –                          | –                          | –                          |                                 |
| 50th Anniversary Collection                                                   | - Udgivet: 1. juni 2018 - Pladeselskab: Parlophone, Chrysalis - Format: LP, CD    | 73                         | –                          | 48                         | –                          | –                          | –                          | –                          |                                 |
| "–" denotes releases that did not chart or were not released in that country. |                                                                                   |                            |                            |                            |                            |                            |                            |                            |                                 |

## EP'er
| Life Is a Long Song                                                           | - Udgivet: 3 September 1971 - Pladeselskab: Chrysalis - Format: 7" vinyl | 11 | 41 | 14 |
| Ring Out, Solstice Bells                                                      | - Udgivet: 26 November 1976 - Pladeselskab: Chrysalis - Format: 7" vinyl | 28 | –  | –  |
| Home                                                                          | - Udgivet: November 1979 - Pladeselskab: Chrysalis - Format: 7" vinyl    | –  | –  | –  |
| Ring Out, Solstice Bells                                                      | - Udgivet: 2004 - Pladeselskab: R&M - Format: CD                         | 78 | –  | –  |
| North Sea Oil                                                                 | - Udgivet: 2019 - Pladeselskab: Chrysalis - Format: 10" vinyl            | –  | –  | –  |
| "–" denotes releases that did not chart or were not released in that country. |                                                                          |    |    |    |

## Singler
| År                                                                            | Titel                                            | Højeste hitlisteplacering | Højeste hitlisteplacering | Højeste hitlisteplacering | Højeste hitlisteplacering | Højeste hitlisteplacering | Højeste hitlisteplacering | Højeste hitlisteplacering | Højeste hitlisteplacering | Højeste hitlisteplacering | Album                                      |
| År                                                                            | Titel                                            | UK                        | AUS                       | BEL (WA)                  | CAN                       | GER                       | IRL                       | NLD                       | US                        | US Main                   | Album                                      |
| ----------------------------------------------------------------------------- | ------------------------------------------------ | ------------------------- | ------------------------- | ------------------------- | ------------------------- | ------------------------- | ------------------------- | ------------------------- | ------------------------- | ------------------------- | ------------------------------------------ |
| 1968                                                                          | "Sunshine Day"                                   | –                         | –                         | –                         | –                         | –                         | –                         | –                         | –                         | –                         | non-album single                           |
| 1968                                                                          | "A Song for Jeffrey"                             | –                         | –                         | –                         | –                         | –                         | –                         | –                         | –                         | –                         | This Was                                   |
| 1968                                                                          | "Love Story"                                     | 29                        | 51                        | –                         | –                         | –                         | –                         | –                         | –                         | –                         | non-album singles                          |
| 1969                                                                          | "Living in the Past"                             | 3                         | –                         | –                         | –                         | –                         | 5                         | –                         | –                         | –                         | non-album singles                          |
| 1969                                                                          | "Sweet Dream"                                    | 7                         | –                         | 37                        | –                         | 14                        | 11                        | –                         | –                         | –                         | non-album singles                          |
| 1969                                                                          | "Bourée"                                         | –                         | –                         | 20                        | –                         | 37                        | –                         | 5                         | –                         | –                         | Stand Up                                   |
| 1970                                                                          | "The Witch's Promise"                            | 4                         | 91                        | 46                        | –                         | 28                        | 6                         | 23                        | –                         | –                         | non-album single                           |
| 1970                                                                          | "Inside"                                         | –                         | –                         | –                         | –                         | –                         | –                         | –                         | –                         | –                         | Benefit                                    |
| 1971                                                                          | "Locomotive Breath"                              | –                         | –                         | –                         | 85                        | –                         | –                         | –                         | 62                        | –                         | Aqualung                                   |
| 1971                                                                          | "Hymn 43"                                        | –                         | –                         | –                         | 86                        | –                         | –                         | –                         | 91                        | –                         | Aqualung                                   |
| 1971                                                                          | "Aqualung"                                       | –                         | –                         | –                         | –                         | –                         | –                         | –                         | –                         | –                         | Aqualung                                   |
| 1972                                                                          | "Thick as a Brick" (part I)                      | –                         | –                         | 44                        | –                         | –                         | –                         | –                         | –                         | –                         | Thick as a Brick                           |
| 1972                                                                          | "Living in the Past" (re-release)                | –                         | 36                        | 25                        | 16                        | –                         | –                         | –                         | 11                        | –                         | Living in the Past                         |
| 1973                                                                          | "A Passion Play" (Edit #8)                       | –                         | –                         | –                         | –                         | 50                        | –                         | –                         | 80                        | –                         | A Passion Play                             |
| 1973                                                                          | "A Passion Play" (Edit #6)                       | –                         | –                         | –                         | –                         | –                         | –                         | –                         | –                         | –                         | A Passion Play                             |
| 1974                                                                          | "Bungle in the Jungle"                           | –                         | 32                        | –                         | 4                         | –                         | –                         | –                         | 12                        | –                         | War Child                                  |
| 1975                                                                          | "Skating Away on the Thin Ice of the New Day"    | –                         | –                         | –                         | –                         | –                         | –                         | –                         | –                         | –                         | War Child                                  |
| 1975                                                                          | "Minstrel in the Gallery"                        | –                         | –                         | –                         | –                         | –                         | –                         | –                         | 79                        | –                         | Minstrel in the Gallery                    |
| 1976                                                                          | "Too Old to Rock N' Roll, Too Young to Die!"     | –                         | –                         | –                         | –                         | –                         | –                         | –                         | –                         | –                         | Too Old to Rock N' Roll, Too Young to Die! |
| 1977                                                                          | "The Whistler"                                   | –                         | –                         | –                         | 71                        | –                         | –                         | –                         | 59                        | –                         | Songs from the Wood                        |
| 1977                                                                          | "Songs from the Wood"                            | –                         | –                         | –                         | –                         | –                         | –                         | –                         | –                         | –                         | Songs from the Wood                        |
| 1978                                                                          | "Moths"                                          | –                         | –                         | –                         | –                         | –                         | –                         | –                         | –                         | –                         | Heavy Horses                               |
| 1978                                                                          | "A Stitch in Time"                               | –                         | –                         | –                         | –                         | –                         | –                         | –                         | –                         | –                         | non-album single                           |
| 1978                                                                          | "Sweet Dream" (live)                             | –                         | –                         | –                         | –                         | –                         | –                         | –                         | –                         | –                         | Bursting Out                               |
| 1979                                                                          | "Warm Sporran"                                   | –                         | –                         | –                         | –                         | –                         | –                         | –                         | –                         | –                         | Stormwatch                                 |
| 1979                                                                          | "North Sea Oil"                                  | –                         | –                         | –                         | –                         | –                         | –                         | –                         | –                         | –                         | Stormwatch                                 |
| 1979                                                                          | "Home"                                           | –                         | –                         | –                         | –                         | –                         | –                         | –                         | –                         | –                         | Stormwatch                                 |
| 1980                                                                          | "Working John, Working Joe" / "Fylingdale Flyer" | –                         | –                         | –                         | –                         | –                         | –                         | –                         | –                         | –                         | A                                          |
| 1982                                                                          | "Broadsword"                                     | –                         | –                         | –                         | –                         | –                         | –                         | –                         | –                         | –                         | The Broadsword and the Beast               |
| 1982                                                                          | "Fallen on Hard Times"                           | –                         | –                         | –                         | –                         | –                         | –                         | –                         | 108                       | 20                        | The Broadsword and the Beast               |
| 1982                                                                          | "Beastie" / "Pussy Willow"                       | –                         | –                         | –                         | –                         | –                         | –                         | –                         | –                         | 50                        | The Broadsword and the Beast               |
| 1984                                                                          | "Lap of Luxury"                                  | 70                        | –                         | –                         | –                         | –                         | –                         | –                         | –                         | 30                        | Under Wraps                                |
| 1986                                                                          | "Coronach" (with David Palmer)                   | –                         | –                         | –                         | –                         | –                         | –                         | –                         | –                         | –                         | non-album single                           |
| 1987                                                                          | "Steel Monkey"                                   | 84                        | –                         | –                         | –                         | –                         | –                         | –                         | –                         | 10                        | Crest of a Knave                           |
| 1987                                                                          | "Farm on the Freeway" [US radio promo]           | –                         | –                         | –                         | –                         | –                         | –                         | –                         | –                         | 7                         | Crest of a Knave                           |
| 1987                                                                          | "Jump Start" [airplay]                           | –                         | –                         | –                         | –                         | –                         | –                         | –                         | –                         | 12                        | Crest of a Knave                           |
| 1988                                                                          | "Said She Was a Dancer"                          | 55                        | –                         | –                         | –                         | –                         | –                         | –                         | –                         | –                         | Crest of a Knave                           |
| 1988                                                                          | "Part of the Machine"                            | –                         | –                         | –                         | –                         | –                         | –                         | –                         | –                         | 10                        | 20 Years of Jethro Tull                    |
| 1989                                                                          | "Kissing Willie" [US radio promo]                | –                         | –                         | –                         | –                         | –                         | –                         | –                         | –                         | 6                         | Rock Island                                |
| 1989                                                                          | "Another Christmas Song"                         | 95                        | –                         | –                         | –                         | –                         | –                         | –                         | –                         | –                         | Rock Island                                |
| 1991                                                                          | "This Is Not Love"                               | –                         | –                         | –                         | –                         | –                         | –                         | –                         | –                         | 14                        | Catfish Rising                             |
| 1991                                                                          | "Still Loving You Tonight"                       | –                         | –                         | –                         | –                         | –                         | –                         | –                         | –                         | –                         | Catfish Rising                             |
| 1992                                                                          | "Rocks on the Road"                              | 47                        | –                         | –                         | –                         | –                         | –                         | –                         | –                         | –                         | Catfish Rising                             |
| 1993                                                                          | "Living in the Past" (live)                      | 32                        | –                         | –                         | –                         | –                         | –                         | –                         | –                         | –                         | A Little Light Music                       |
| 1999                                                                          | "Bends Like a Willow"                            | 136                       | –                         | –                         | –                         | –                         | –                         | –                         | –                         | –                         | J-Tull Dot Com                             |
| "–" denotes releases that did not chart or were not released in that country. |                                                  |                           |                           |                           |                           |                           |                           |                           |                           |                           |                                            |

Noter
1. ↑  released in the UK
2. ↑  released in Europe
3. ↑  US/Canadian peak in 1976
4. ↑  released in Italy
5. ↑  released in Europe
6. ↑  released in the US/Canada
7. ↑  released in Australia and New Zealand
8. ↑  released in Germany
9. ↑  released in Germany
10. ↑  released in the US/Canada
11. ↑  released in Germany
12. ↑  released in Germany
13. ↑  released in the UK

## Videoalbums
| Titel                                                       | Details                                                          |
| ----------------------------------------------------------- | ---------------------------------------------------------------- |
| Slipstream                                                  | - Udgivet: 1 July 1981 - Pladeselskab: Pacific Arts              |
| 20 Years of Jethro Tull                                     | - Udgivet: 29 June 1988 - Pladeselskab: Virgin                   |
| 25th Anniversary Video                                      | - Udgivet: 30 April 1994 - Pladeselskab: Fuel 2000               |
| Living with the Past                                        | - Udgivet: 14 May 2002 - Pladeselskab: Varèse Sarabande          |
| A New Day Yesterday                                         | - Udgivet: 30 September 2003 - Pladeselskab: Capitol             |
| Nothing Is Easy: Live at the Isle of Wight 1970             | - Udgivet: 4 October 2005 - Pladeselskab: Eagle                  |
| Live at Montreux 2003                                       | - Udgivet: 21 August 2007 - Pladeselskab: Eagle                  |
| Jethro Tull Box                                             | - Udgivet: 26 October 2007 - Pladeselskab: Eagle                 |
| Jack in the Green: Live in Germany 1970–1993                | - Udgivet: 20 May 2008 - Pladeselskab: Eagle Rock Entertainment  |
| Classic Artists: Jethro Tull – Their Fully Authorised Story | - Udgivet: 6 March 2009 - Pladeselskab: Blackhill                |
| Live at AVO Session Basel                                   | - Udgivet: 2009 - Pladeselskab: Edel                             |
| Live at Madison Square Garden 1978                          | - Udgivet: 31 October 2009 - Pladeselskab: EMI                   |
| Around the World Live                                       | - Udgivet: 11 June 2013 - Pladeselskab: Eagle Rock Entertainment |